# دارم وانمود می‌کنم
«دارم وانمود می‌کنم» (انگلیسی: I'm Fakin) ترانه‌ای از خواننده آمریکایی، سابرینا کارپنتر از چهارمین آلبوم استودیویی او به نام منحصربه‌فرد: پرده دوم (۲۰۱۹) و چهارمین قطعهٔ این آلبوم است. متن ترانه توسط کارپنتر، جکسون مورگان، کیتی پرل‌من و تهیه‌کنندگان ترانه، مائوریکیو رنگیفو و اندرس تورس نوشته شده است. این ترانه در ۱۲ ژوئیه ۲۰۱۸ توسط هالیوود رکوردز به عنوان اولین تک‌آهنگ تبلیغاتی این آلبوم یک هفته پیش از انتشار رسمی آلبوم، منتشر شد. «دارم وانمود می‌کنم» با تأثیرات تراپیکال هاوس و پاپ، ترانه‌ای تروپیکال است که متن آن دربارهٔ فراز و نشیب‌های یک رابطه صحبت می‌کند.

## تاریخچه انتشار
| منطقه | تاریخ         | فرمت           | ناشر    | منابع |
| ----- | ------------- | -------------- | ------- | ----- |
| مختلف | ۱۲ ژوئیه ۲۰۱۹ | دانلود دیجیتال | هالیوود | [ ۵ ] |